# HSTL
HSTL (англ. High-speed transceiver logic) — технологічно-незалежний стандарт для передачі сигналів між інтегральними схемами. Номінальний діапазон сигналів від 0 В до 1,5 В, хоча можливі варіації, і сигнали можуть бути несиметричними або диференційними. Стандарт призначений для роботи за межами 180 МГц.
Наступні класи вихідних буферних схем визначаються стандартом EIA/JESD8-6 від EIA / JEDEC:
- Клас I (неузгоджений вихід або симетрично паралельно навантажений)
- Клас II (послідовно узгоджений)
- Клас III (асиметрично паралельно навантажений)
- Клас IV (асиметрично подвійно паралельно узгоджений)

Примітка: Симетричне паралельне навантаження означає, що резистор на навантаженні підключений до половини напруги живлення вихідного буфера. Подвійне паралельне узгодження означає, що резистори паралельно встановлені на обох кінцях лінії передачі.